# Uson

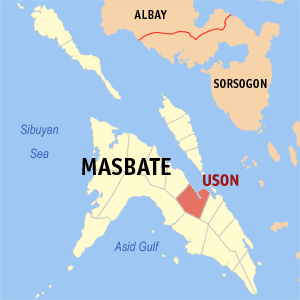
Bản đồ Masbate với vị trí của Uson

Uson là một đô thị hạng 4 ở tỉnh Masbate, Philippines. Theo điều tra dân số năm 2015 của Philipin, đô thị này có dân số 56.168 người trong.

## Các đơn vị hành chính
Uson được chia ra 35 barangay.
| - Arado - Armenia - Aurora - Badling - Bonifacio - Buenasuerte - Buenavista - Campana - Candelaria - Centro - Crossing - Dapdap | - Del Carmen - Del Rosario - Libertad - Madao - Mabini - Magsaysay - Marcella - Miaga - Mongahay - Morocborocan - Mabuhay - Paguihaman | - Panicijan - Poblacion - Quezon - San Isidro - San Jose - San Mateo - San Ramon - San Vicente - Santo Cristo - Sawang - Simawa |